# Ken Shimura
Yasunori Shimura (志村 康徳 Shimura Yasunori?,  Tokio, 20 de febrero de 1950-ib., 29 de marzo de 2020), conocido por su nombre artístico Ken Shimura (志村 けん Shimura Ken?), fue un comediante japonés.

## Biografía
Su carrera artística comenzó a finales de los años 1960 como monologuista e intérprete musical, inspirándose en otros cómicos como Jerry Lewis. En 1974 se integró en el quinteto cómico The Drifters, conocido a nivel nacional por el programa de televisión Hachijidayo! Zen'inshūgō! (TBS, 1969-1985), y se hizo un hueco en el humor popular nipón gracias a sus sketches y personajes propios.
Después de que Hachijidayo terminase en 1985, Shimura emprendió varios proyectos por su cuenta. Por un lado, se asoció con su excompañero Cha Katō para presentar un nuevo programa de owarai en TBS, Kato-chan Ken-chan Gokigen Terebi (1986-1992). Por otro lado, en 1987 puso en marcha su primer programa en solitario, Shimura Ken no Daijoubuda (1987-1993) en el que parodiaba situaciones de la sociedad japonesa y daba oportunidades a nuevas figuras. 
Sus personajes más célebres eran Baka Tonosama, un señor feudal con la cara pintada de blanco; y Henna Ojisan, un hombre pervertido que siempre era cazado en situaciones embarazosas.
En los años 1990 se mantuvo como director y presentador de numerosos programas en la televisión japonesa, principalmente en Fuji Television. A pesar de que en 2016 paró sus actividades debido a una neumonía, regresó a los escenarios tras recuperarse.
Falleció en Tokio el 29 de marzo de 2020, a los 70 años, como consecuencia de una enfermedad por coronavirus.